# Artem Moroz
Artem Moroz (ukr. Артем Мороз; ur. 28 marca 1984 w Dniepropetrowsku) – ukraiński wioślarz.

## Osiągnięcia
- Mistrzostwa Świata Juniorów – Troki 2002 – ósemka – 7. miejsce[1].
- Mistrzostwa Europy – Poznań 2007 – ósemka – 4. miejsce[1].
- Mistrzostwa Europy – Ateny 2008 – czwórka bez sternika – 6. miejsce[1].
- Mistrzostwa Świata – Poznań 2009 – czwórka bez sternika – 14. miejsce[1].
- Mistrzostwa Europy – Brześć 2009 – czwórka bez sternika – 4. miejsce[1].